# Fonds européen agricole pour le développement rural

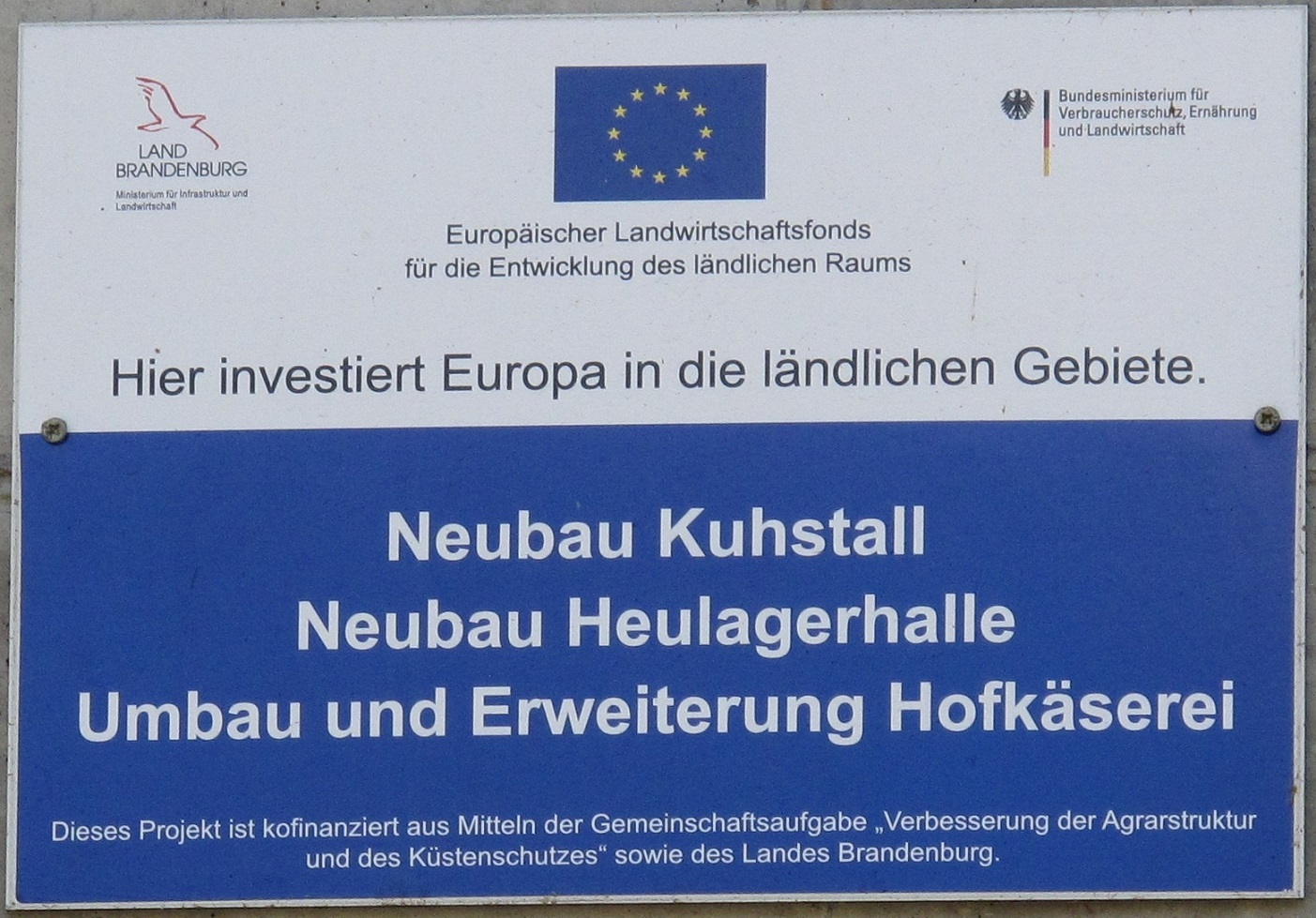
Panneau du Fonds européen agricole pour le développement rural lors de la nouvelle étable achevée en 2011 à « Hof Marienhöhe »

Le Fonds européen agricole pour le développement rural (FEADER) est l'un des fonds structurels et d'investissement européens de l'Union européenne. Il est un instrument de financement et de programmation de la politique agricole commune (PAC) et plus particulièrement du « second pilier » de la PAC (apparu dans l'Agenda 2000 européen, formalisé par un règlement et consacré au développement rural), le premier pilier étant consacré aux « mesures de marché » et aides dites « de surface ». Il vise à améliorer notamment la gestion et le contrôle de la politique de développement rural pour la période 2007-2013, puis 2014-2020 qui fait l'objet d'une programmation.
Selon le Parlement européen (2013), l'objectif du second pilier de la PAC est de « mettre en place un cadre cohérent et durable garantissant l'avenir des zones rurales en se fondant, notamment, sur sa capacité à fournir un éventail de services publics qui dépassent la simple production de denrées alimentaires et sur le potentiel des économies rurales à créer de nouvelles sources de revenus et d'emplois, tout en protégeant l'héritage culturel, environnemental et patrimonial du monde rural »

## Objectifs

### Le FEADER 2007-2013
Il visait prioritairement à contribuer à améliorer :
- la compétitivité des secteurs agricole et forestier ;
- l'environnement et le paysage ;
- la qualité de vie dans les zones rurales et encouragement de la diversification de l'économie rurale.

### Le FEADER 2014-2020
Avec le FEAGA, il financera le second pilier de la PAC post 2013
- en conformité avec la stratégie Europe 2020 visant sur 10 ans à relancer une économie européenne durable, et plus spécifiquement dans ce cadre avec les 3 objectifs principaux de la PAC : 1) production alimentaire viable, 2) gestion durable des ressources et 3) développement rural équilibré) ;
- en renforçant l'exigence d'évolution vers une agriculture plus "soutenable", ce qui implique une obligation d'intégrer de la mesure agro-environnementale dans les programmes de développement rural ;
- après que chaque États-membres ait présenté un « Accord de partenariat » expliquant comment le cadre stratégique commun européen sera décliné par les fonds européens dans le pays, dans le respect d'objectifs chiffrés de la Commission européenne, à atteindre (à horizon 2020), pour la recherche et l'innovation, la performance énergétique et le développement durable, l'emploi, la formation et la réduction de la pauvreté. Cet accord est en France préparé par une « Instance nationale de préparation de l'accord de partenariat » (INPAP) ;
- avec quelques simplifications par rapport au FEADER précédent : suppression des axes et diminution du nombre de mesures
- avec abandon de la possibilité de faire financer par l'Europe les préretraites.

### Le Feader après 2020
les PDR ont été prolongés sous condition pour 2021 et 2022. Au cours de ces années, les PDR bénéficieront de 26,9 milliards d’euros du budget du FEADER pour la période 2021-2027 et de 8,1 milliards d’euros supplémentaires de l’instrument de relance NextGenerationEU. En raison de cette prolongation, de nombreux projets et dispositifs inclus dans les PDR se poursuivront jusqu’à la fin de 2025.
À compter de 2023, toutes les nouvelles actions de développement rural seront intégrées dans les plans stratégiques nationaux relevant de la PAC. Chaque plan national s’articulera autour d’objectifs sociaux, environnementaux et économiques clés pour l’agriculture, la sylviculture et les zones rurales de l’UE. Pour la France la période de programmation du Fonds européen agricole pour le développement rural commençant en 2023 et jusqu'à son terme, l'Etat est l'autorité de gestion du plan stratégique national mais l'État confie aux régions, à leur demande, en qualité d'autorité de gestion régionale la gestion des aides, lorsqu'elles sont prévues par le plan stratégique national.

### Complémentarités financières
Ce fonds agit en complément et synergie d'autres fonds avec
- des actions nationales, régionales et locales contribuant aussi aux priorités de l'Union européenne;
- d'autres instruments financiers communautaires ;
  - Financements de la recherche et du développement « Horizon 2020 » ;
  - Programme pour la compétitivité des entreprises et des PME (COSME) ;
  - Fonds Européen de Développement (FED) ;
  - Instrument financier de l’UE pour l’aide au développement des pays tiers) ;
  - Fonds européen d’aide pour les plus démunis (FEAD) ;
  - Fonds européen d’ajustement à la mondialisation (FEM) ;
  - Programme européen pour le changement et l’innovation sociale (PCIS) ;
  - Erasmus pour tous ;
  - Life (Instrument Financier pour l’Environnement).

La Commission européenne et les États membres doivent conjointement veiller à la cohérence et à la compatibilité de ce fonds avec les autres mesures communautaires de soutien aux activités agricoles.

### Critères d'éligibilité
Le FEADER 2014-2020 doit :
- contribuer aux 3 priorités de l'objectif 2020 de l'Union européenne :  une croissance intelligente, durable et inclusive (traduisant les objectifs de Lisbonne-2000 « compétitivité et emploi » et de Göteborg-2001 « développement durable », via 11 objectifs thématiques[6] déclinés selon des modalités du cadre stratégique commun à tous les grands fonds européens (FEDER, FSE, FEADER).
- financer le « second pilier de la Pac », qui se décline en 6 priorités :

1. transférer les connaissances ;
2. améliorer la compétitivité de chaque type d'agriculture et renforcer la viabilité des exploitations agricoles ;
3. mieux organiser la chaîne alimentaire et mieux gérer les risques liés à l'agriculture ;
4. restaurer et préserver des écosystèmes tributaires de l'agriculture et de la foresterie ;
5. utiliser plus efficacement des ressources face aux changements climatiques, via une transition vers une économie bas-carbone et plus résiliente face au changement en agriculture et foresterie ;
6. promouvoir l'inclusion sociale, la lutte contre la pauvreté et le développement économique en milieu rural.

- respecter les priorités transversales à tous les fonds[7]

- promotion de l'égalité homme - femme
- non-discrimination
- promotion du développement durable

### Évolutions de 2013 à 2014-2020
Les principales évolutions du Feader pour la période 2014-2020 sont que l'Europe accorde plus d'importance au suivi et à l’évaluation des programmes. 7 % du FEADER sont conservés comme réserve de performance et débloquée en 2019 par la Commission que si certains objectifs des PDR seront atteints. Inversement, la règle du dégagement d'office est assouplie (portée de 2 à 3 ans). La démarche LEADER destinée aux « territoires de projet » sera reconduite si 5 % de l’enveloppe FEADER y est consacrée. En outre, la gestion des fonds européens est entièrement régionalisée en France, comme c'était déjà le cas dans d'autres pays, dans un cadre national de cohérence (stratégique et méthodologique), Il y a ainsi en France 27 programmes de développement rural régionaux (PDRR) :21 régions en métropole, la Corse, 5 départements d’outre-mer,  un programme national pour la gestion des risques en agriculture.

## Approche stratégique nationale
Chaque État membre élabore un plan stratégique national conformément aux orientations stratégiques qui ont été adoptées par l'Union. Chaque État membre transmet ensuite son plan stratégique national à la Commission avant de présenter ses programmes de développement rural ; pour la France, il s'agit du Programme de développement rural hexagonal (ou « PDRH »).

### 2007-2013
Un premier plan stratégique national couvre la période allant du 1er janvier 2007 au 31 décembre 2013 et comprend :
- une évaluation de la situation économique, sociale et environnementale, et des possibilités de développement ;
- la stratégie adoptée pour l’action conjointe de la Communauté et de l’État membre, conformément aux orientations stratégiques de la Communauté ;
- les priorités thématiques et territoriales ;
- une liste des programmes de développement rural mettant en œuvre le plan stratégique national et la répartition des ressources du FEADER entre les programmes ;
- les moyens visant à assurer la coordination avec les autres instruments de la politique agricole commune, le FEDER, le FSE, le FC, le Fonds européen pour la pêche et la Banque européenne d’investissement ;
- le cas échéant, le montant de l’enveloppe contribuant à la réalisation de l’objectif «convergence» * ;
- la description des modalités et le montant réservé pour la mise en place du réseau rural national qui regroupe les organisations et les administrations travaillant dans le domaine du développement rural.

Les plans stratégiques nationaux ont été mis en œuvre via des programmes de développement rural présentant un ensemble de mesures regroupées en 4 axes :
- Axe 1 : amélioration de la compétitivité des secteurs agricole et forestier
- Axe 2 : amélioration de l’environnement et de l’espace rural
- Axe 3 : qualité de la vie en milieu rural et diversification de l’économie rurale
- Axe 4 : LEADER (Liaison entre actions de développement de l'économie rurale)

Le FEADER est, avec le FEAGA (Fonds européen agricole de garantie), l’un des deux instruments de financement de la politique agricole commune (PAC). Ces deux fonds remplacent, depuis le 1er janvier 2007, respectivement le FEOGA section Orientation et le FEOGA section Garantie.

## Budget
Pour la période 2007-2013, le FEADER est doté d'un budget de plus de 96 milliards d'euros, soit 20 % des fonds affectés à la PAC.

### Cadre juridique
- Articles 38 à 44 du TFUE,
- Règlement (CE) no 1698/2005 (JO L 277 du 21.10.2005)
- Réglement (CE) no 473/2009 (JO L 144 du 9.6.2009)
- Décision 2006/144/CE (JO L 55 du 25.2.2006)
- Décision 2009/61/CE (JO L 30 du 31.1.2009).